# Margrethe Vullum
Margrethe Vullum, née Lehmann le 14 février 1846 à Copenhague où elle est décédée le 14 août 1918, était une femme de lettres dano-norvégienne, également militante pour le droit des femmes.

## Vie personnelle
Margrethe Vullum était la fille de l’homme d’État danois Orla Lehmann, et de son épouse, la peintre Marie Puggaard (1821-1849), décédée jeune. Femme de l’homme de lettres Godfred Rode, elle sera mère du politicien et écrivain Ove Rode et de l'écrivain Helge Rode. En 1879, elle se remarie avec l’écrivain Erik Vullum.

## Carrière
Margrethe Vullum s'installe alors en Norvège en 1879, s’intègre dans la communauté artistique et littéraire du pays et contribue aux journaux Dagbladet et Verdens Gang. Elle fait partie des fondateurs du parti politique libéral norvégien Frisinnede Venstre,.
Un portrait de Margrethe Vullum, peint par Oda Krohg, est exposé au Musée national de l'art, de l'architecture et du design de Norvège.